# Jan Kosi
Jan Kosi (Slovenj Gradec, 18 ottobre 1996) è un cestista sloveno.

## Palmarès
- Campionato sloveno: 1

Primorska: 2018-19
- Coppa di Slovenia: 4

Primorska: 2018, 2019, 2020
Krka Novo mesto: 2021
- Supercoppa slovena: 2

Primorska: 2018, 2019